# Ari Mannio
Ari Mannio (Finlandia, 23 de julio de 1987) es un atleta finlandés, especialista en la prueba de lanzamiento de jabalina en la que llegó a ser medallista de bronce europeo en 2012.

## Carrera deportiva
En el Campeonato Europeo de Atletismo de 2012 ganó la medalla de bronce en el lanzamiento de jabalina, llegando hasta los 82.63 metros, siendo superado por el checo Vítězslav Veselý (oro con 83.72 m) y el ruso Valeriy Iordan (plata).